# Rafał Stroiński
Rafał Stroiński (ur. 17 czerwca 1964 w Poznaniu) – polski piłkarz, występujący na pozycji pomocnika.

## Życiorys
Jest wychowankiem Warty Poznań, w juniorach której występował od 1976 roku. Na początku 1982 roku został zawodnikiem Lecha Poznań. W sezonach 1982/1983 i 1983/1984 zdobył z tym klubem mistrzostwo Polski, ponadto w sezonie 1983/1984 zdobył Puchar Polski. Był członkiem reprezentacji Polski U-20, która w 1983 roku zdobyła trzecie miejsce na mistrzostwach świata. W 1986 roku został piłkarzem Olimpii Poznań. Na początku 1988 roku zakończył karierę. Następnie pracował w handlu.

## Statystyki ligowe
| Sezon         | Klub           | Liga     | Mecze | Gole |
| ------------- | -------------- | -------- | ----- | ---- |
| 1981/1982 (j) | Warta Poznań   | III liga | ?     | ?    |
| 1981/1982 (w) | Lech Poznań    | I liga   | 5     | 0    |
| 1982/1983     | Lech Poznań    | I liga   | 7     | 0    |
| 1983/1984     | Lech Poznań    | I liga   | 7     | 0    |
| 1984/1985     | Lech Poznań    | I liga   | 22    | 3    |
| 1985/1986     | Lech Poznań    | I liga   | 5     | 0    |
| 1986/1987     | Olimpia Poznań | I liga   | 20    | 0    |
| 1987/1988 (j) | Olimpia Poznań | I liga   | 9     | 0    |